# Кныжов, Николай Александрович
Николай Александрович Кныжов (род. 20 марта 1998, Кемерово) — российский хоккеист, защитник.

## Биография
Воспитанник кемеровской «Энергии». В возрасте 10 лет переехал в Омск, чтобы продолжить хоккейную карьеру в системе «Авангарда», так как в родном городе хоккейная команда лишилась ледового дворца из-за распоряжения губернатора Кемеровской области Амана Тулеева, который отдал землю, на которой находилась арена, под строительство нового торгового центра. Хоккеисты могли заниматься лишь в холодное время на открытом катке. После на турнире в Санкт-Петербурге Кныжову предложили перейти в систему местного СКА, что он и сделал. Немного спустя на турнире, проходившем в США, Кныжов захотел продолжить карьеру в Северной Америке. В возрасте 15 лет переехал в Финикс. Жил в американской семье, заканчивал американскую школу, практически в совершенстве выучил английский язык. Стал обучаться по специализации менеджмент в мичиганском Cleary University.
В Северной Америке выступал за клуб «Финикс Файрбердс» из NAPHL в сезоне 2013/14. В сезоне 2014/15 Кныжов провёл 24 встречи за юниорскую команду «Финикс Койотис» из T1EHL, в которых набрал 4 (1+3) очка, а также 2 (1+1) очка в 4 матчах в плей-офф. В 2015 году был выбран на драфте CHL под общим 41-м номером командой Западной хоккейной лиги «Реджайна Пэтс». В этом же году в возрасте 17 лет он начал выступать за «Реджайну», провёл 19 матчей и отметился одной передачей. Был выставлен на драфт отказов, где его никто не забрал. Сам Кныжов после сказал, что морально был к игре на таком высоком уровне. Сезон 2015/16 заканчивал в клубе Североамериканской хоккейной лиги (NAHL) «Спрингфилд Блюз», за который провёл 17 встреч, набрал 3 очка. В сезоне 2016/17 перешёл в клуб NAHL «Остин Брюинз». Провёл 4 встречи без набранных очков. Переход из юниорского в молодёжный хоккей у Кныжова получился очень трудным, и по ходу сезона он принял решение вернуться в Россию за игровой практикой. Остаток сезона провёл в молодёжном клубе «СКА-Серебряные Львы», за которых сыграл 41 матч и набрал 8 (1+7) очков.

### СКА
Следующие два сезона Кныжов также провёл в системе СКА. Часть сезона отыграл за «СКА-Серебряные Львы» — 9 матчей, 6 (1+5) очков. Большую часть сезона 2017/18 провёл за «СКА-Неву», сыграв 33 встреч в регулярном сезоне с 6 набранными очками, а также 12 встреч в плей-офф с 1 набранным очком. В сезоне 2018/19 провёл 4 встречи с 4 (0+4) очками за клуб МХЛ «СКА-Варяги». Большую часть сезона 2018/19 — 46 матчей вновь провёл за «СКА-Неву», набрав 5 (1+4) очков. В плей-офф за «СКА-Неву» провёл 11 встреч, в которых набрал одно очко. 26 января 2019 года дебютировал в КХЛ, проведя встречу за СКА против рижского «Динамо»; в самой первой смене Кныжова его команда пропустила. Но в итоге СКА победил со счётом 7:1. Всего за СКА в сезоне 2018/19 провёл три встречи без набранных очков при показателе полезности «-2».

### «Сан-Хосе Шаркс»
СКА предлагал новый контракт, однако Кныжов был намерен продолжить карьеру в Северной Америке и отказался от продления контракта. Кныжов был доступен для Драфта НХЛ 2019 года, однако его там никто не выбрал. До открытия рынка свободных агентов им интересовались несколько команд, включая «Ванкувер Кэнакс» и «Сан-Хосе Шаркс». Самыми настойчивыми оказались «Шаркс». 2 июля 2019 года, будучи незадрафтованным в НХЛ, Кныжов подписал трёхлетний контракт новичка на общую сумму $ 2,39 млн. По ходу тренировочного лагеря «Шаркс» отправили Кныжова в АХЛ. Большую часть сезона 2019/20 Кныжов провёл за фарм-клуб «Сан-Хосе Барракуда». В 33 встречах набрал 5 (1+4) очка. 7 марта 2020 года провёл первую игру в НХЛ в матче против «Оттавы Сенаторз», сыграв 15 смен общей продолжительностью чуть менее 12 минут. Кныжов провёл и следующие два матча в составе «Сан-Хосе Шаркс» — против «Колорадо Эвеланш» и «Чикаго Блэкхокс», где также не набрал очков. После сезон в НХЛ был приостановлен, а в АХЛ и вовсе отменён из-за пандемии коронавируса. Регулярный сезон в НХЛ так и не был доигран, а возобновился сразу матчами плей-офф в августе. Из-за того, что «Сан-Хосе Шаркс» на момент приостановки сезона занимали последнее место в Западной конференции, то Кныжов ждал начала сезона вплоть до января 2021 года, проведя около 10 месяцев без игровой практики. Во время пандемии, несмотря на предложения, не уехал в Россию, а работал с персональным тренером в хорошо знакомой ему по юношеским годам Аризоне, набрал около 9 килограмм мышечной массы. Это произвело впечатление на главного тренера «Сан-Хосе Шаркс» Боба Бугнера. Он предпочёл Кныжова другим кандидатам и включил его в состав на первый матч сезона против «Аризоны Койотис» в пару с Николасом Мелошем, заменив травмированного Радима Шимека. В этом матче Кныжов провёл чуть менее 11 минут, вновь не набрав очков, но заблокировав бросок в меньшинстве от Клейтона Келлера. Следующий матч в Глендейле получился менее удачным, так как «Шаркс» проиграли матч, а Кныжов заработал показатель «-2». Кныжов остался в составе, а в пару к нему был поставлен оправившийся от травмы Радим Шимек. 9 февраля 2021 года в матче против «Лос-Анджелес Кингз» Кныжов набрал первое очко в НХЛ, отдав пас на Патрика Марло, который, в свою очередь, отдал пас на забившего гол Логана Кутюра. В следующем матче против «Кингз» Кныжов также отдал передачу, однако «акулы» проиграли со счётом 2:6. В том же матче в НХЛ дебютировал Алексей Мельничук. 18 февраля Кныжов обновил рекорд по личному игровому времени за матч (22 минуты и 10 секунд). 22 февраля Кныжов провёл первую драку в НХЛ с Маркусом Фолиньо из «Миннесоты Уайлд». Сам Фолиньо в той игре оформил хет-трик Горди Хоу. Свою первую шайбу в НХЛ забросил 31 марта 2021 года в ворота «Миннесоты».

### В сборной
В 2011 году Кныжов участвовал на Международном турнире по хоккею с шайбой в Квебеке в составе клуба «Russia Silver Lions». В 2 встречах не набрал очков.
В 2018 году в составе юниорской сборной России выступал на МЧМ в американском Буффало. Провёл 6 матчей без набранных очков, а сборная России заняла лишь 5-е место на турнире.

## Стиль игры
Многие эксперты отмечают очень хорошее катание у Кныжова для его габаритов и его оборонительные способности. Один из скаутов «Сан-Хосе Шаркс» заявил порталу Fear The Fin, что «Кныжов — не атакующий игрок, но он умеет думать, хорошо играет в защите, в том числе персонально». Генеральный менеджер «Шаркс» Дуг Уилсон после подписания контракта с Кныжовым заявил, что он «молодой, техничный защитник, хорошо катается, может использовать скорость и физическую силу, чтобы помешать сопернику».

## Игровая статистика
| Легенда | Легенда                    | Легенда | Легенда                   | Легенда | Легенда    |
| ------- | -------------------------- | ------- | ------------------------- | ------- | ---------- |
| И       | Количество проведённых игр | Штр     | Штрафное время            | +/−     | Плюс-минус |
| Г       | Голы                       | П       | Голевые передачи          | О       | Очки       |
| -       | Статистика неизвестна      | —       | Статистика не учитывалась |         |            |